# Pselaptrichus tuberculipalpus
Pselaptrichus tuberculipalpus är en skalbaggsart som beskrevs av Brendel 1889. Pselaptrichus tuberculipalpus ingår i släktet Pselaptrichus och familjen kortvingar. Inga underarter finns listade i Catalogue of Life.